# Amt Gispersleben

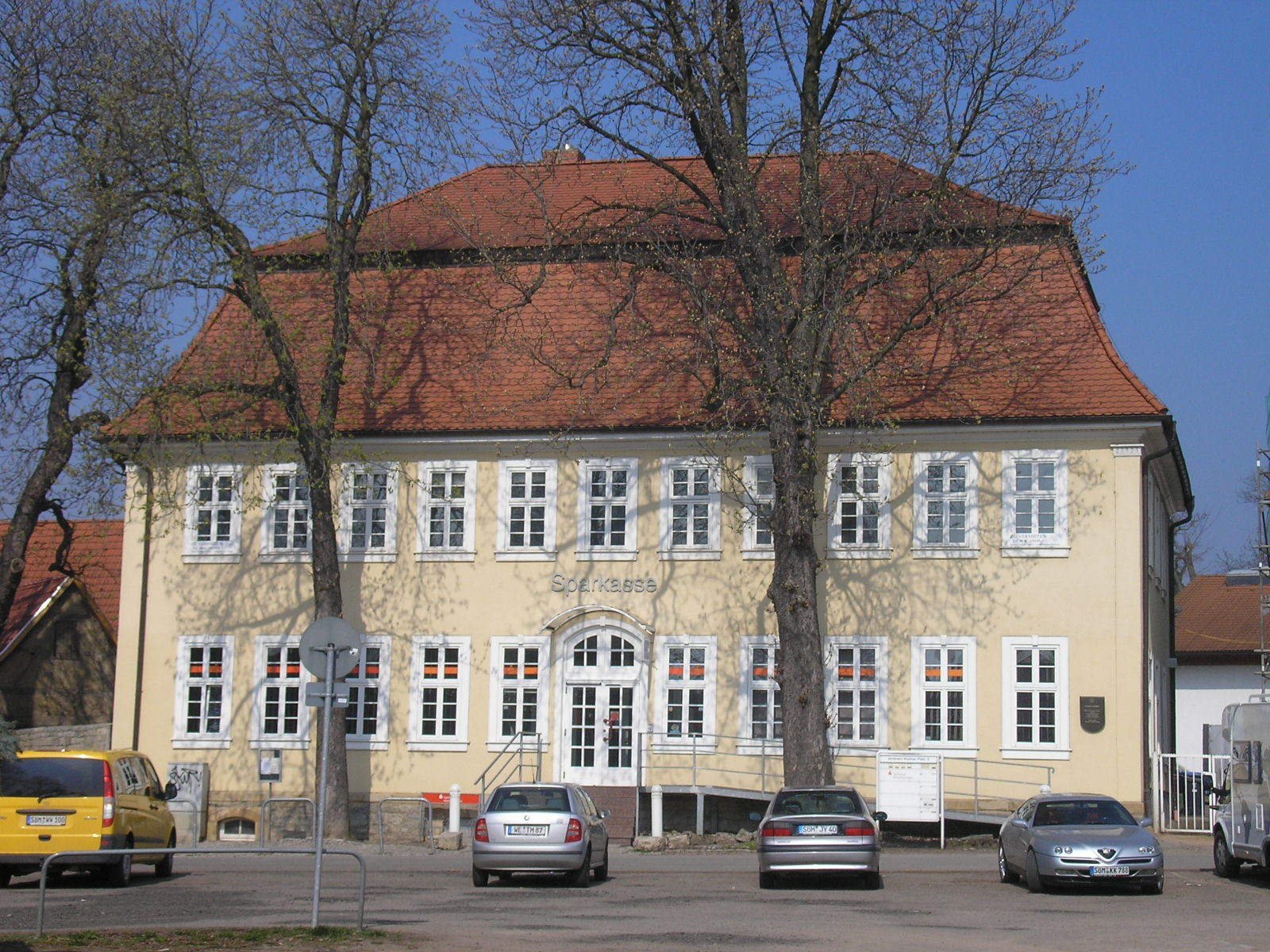
Herrenhaus Gispersleben – Sitz der Verwaltung des Amtes Gispersleben

Das Amt Gispersleben war eine im Erfurter Staat gelegene territoriale Verwaltungseinheit des Kurfürstentums Mainz und dessen 1802 gebildeten Nachfolgestaates, des preußischen und ab 1807 französischen Fürstentums Erfurt. Bis zu seiner Auflösung zu Beginn des 19. Jahrhunderts bildete es den räumlichen Bezugspunkt für die Einforderung landesherrlicher Abgaben und Frondienste, für Polizei, Rechtsprechung und Heeresfolge.

## Geographische Lage
Mittelpunkt des Amtes war Gispersleben am nördlichen Stadtrand von Erfurt im Tal der Gera gelegen.

## Geschichte
Im Gefolge der im Jahr 1706 durchgeführten Aufteilung des Kurmainzer Gebietes um Erfurt in neue Ämter entstand das Amt Gispersleben aus Teilen der Stadtvogtei, die früher mit den Vogteien Walschleben und Stotternheim identisch waren.
Das Amt Gispersleben wurde 1802 von Preußen in Besitz genommen und unterstand von 1807 bis 1813 der französischen Verwaltung. Während der Zeit der französischen Besetzung und der anschließenden Befreiungskriege hatte das Amtsgebiet von Gispersleben schwer zu leiden. So fielen am 29. September 1813 ca. 1500 Mann der französischen Kavallerie in Gispersleben ein, „nahm den Bauern die Früchte aus den Scheuern und haußten fürchterlich“.
Im Jahre 1815 kam der größere Teil des Amtes an Preußen, während die östlich der Gera gelegenen Dörfer Schwerborn und Stotternheim an das Großherzogtum Sachsen-Weimar abgetreten wurden.

## Ausdehnung
Das Amt Gispersleben umfasste ursprünglich zehn Dörfer.